# هرکس مرا دوست دارد می‌تواند سوار قطار شود
هرکس من را دوست دارد می‌تواند سوار قطار شود (فرانسوی: Ceux qui m'aiment prendront le train‎) فیلمی فرانسوی در ژانر درام به کارگردانی پاتریس شرو است که در سال ۱۹۹۸ منتشر شد.

## بازیگران
- پاسکال گرگوری
- ولری برونی تدسکی
- شارل برلینگ
- ژان-لویی ترنتینیان
- وینسنت پرز
- برونو تودشینی
- دومینیک بلان
- گیوم کنه
- الیویه گورمه
- رشدی زیم